# Jonas Kellgren
Jonas „Yonky“ H. Kellgren (* 11. September 1911 in Hindhead, Surrey; †  22. Februar 2002 in Ulverston, Cumbria) war ein britischer Mediziner. Er war der erste Professor für Rheumatologie in Großbritannien an der University of Manchester.
Kellgrens Vater hatte ein medizinisches Institut in Schweden und eröffnete einen Ableger in London, der aber nicht florierte. Er starb in der Grippeepidemie von 1919. Kellgren studierte Medizin am University College London mit dem Abschluss 1934 und forschte unter Thomas Lewis über die Natur von Schmerzen. Durch Injektion von Kochsalzlösungen untersuchte er, wie der Körper Schmerzen lokalisiert. Lewis war als Kardiologe insbesondere am Angina Pectoris Schmerz interessiert und bezweifelte die damals gängige Erklärung als Neuritis.
Im Zweiten Weltkrieg war er als Chirurg im Royal Army Medical Corps in Nordafrika und Italien. Ab 1946 setzte er seine Schmerzforschung am Wingfield Morris Hospital in Oxford fort und war ab 1947 der erste Direktor des Zentrums für chronischen Rheumatismus der Universität Manchester. In diesem Zusammenhang führte er eine epidemiologische Studie in Leigh in Lancashire durch, die erste Abschätzungen der Verbreitung rheumatischer Erkrankungen in der Bevölkerung lieferte. 1948 untersuchte er im Auftrag der Kohleindustrie Osteoarthritis bei Bergleuten. Er untersuchte Spondylitis ankylosans und empfahl regelmäßige Bewegung als Therapie.
1969 bis 1972 war er Pro-Vice Chancellor der Universität Manchester und 1968 bis 1973 Dekan der Medizinischen Fakultät.
1961 erhielt er den Canada Gairdner International Award.
Er war zweimal verheiratet und hatte eine Tochter aus erster Ehe und vier Töchter aus zweiter Ehe.